# Tabanus choiseulensis
Tabanus choiseulensis är en tvåvingeart som beskrevs av M. Josephine Mackerras 1972. Tabanus choiseulensis ingår i släktet Tabanus och familjen bromsar. Inga underarter finns listade i Catalogue of Life.